# Myotis nesopolus
Myotis nesopolus — вид рукокрилих роду Нічниця (Myotis).

## Поширення, поведінка
Проживання: Колумбія, Нідерландські Антильські острови, Венесуела. Цей кажан сильно комахоїдний, особливо харчується дрібними повітряними комахами (як мухи або метелики), яких ловлять на відкритій місцевості. Як правило, живе в невеликих колоніях.